# Siemiwołoki
Siemiwołoki – przysiółek wsi Jagodniki w Polsce położony w województwie podlaskim, w powiecie hajnowskim, w gminie Dubicze Cerkiewne.
W latach 1975–1998 miejscowość administracyjnie należała do województwa białostockiego.
Siemiwołoki to kolonia wsi Jagodniki. Nazwa pochodzi od 7 włók, które wieś Jagodniki kupiła. 
W przysiółku znajduje się cmentarz epidemiczny założony w XIX wieku.
Prawosławni mieszkańcy wsi należą do parafia św. Michała Archanioła w Starym Korninie, a wierni kościoła rzymskokatolickiego do parafii Podwyższenia Krzyża Świętego i św. Stanisława, Biskupa i Męczennika w Hajnówce.